# Palmyra, Maine
Palmyra är en kommun i Somerset County i delstaten Maine, USA.